# General de Alquiler de Maquinaria
General de Alquiler de Maquinaria, S.A., conocida por su sigla GAM, es una compañía multinacional de origen español especializada en la gestión integral de parques de maquinaria. Ofrece un amplio abanico de servicios de alquiler, compra, venta, mantenimiento, formación, logística y seguros.
Fundada en 2003, la compañía nació de la integración de varias empresas líderes de su sector. En la actualidad opera en 10 países de Europa, Latinoamérica, Norte de África y Oriente Medio y gestiona casi 15.000 equipos. Cuenta con 75 delegaciones y ocupa a cerca de 1300 personas. Además, es la única empresa de su ramo de actividad que cotiza en la Bolsa de Madrid.

## Historia

### Nacimiento de la compañía
GAM nació en 2003 por la fusión de Alquioviedo (Asturias), Aldaiturriaga (País Vasco, Madrid y Levante) y TCabrera (Andalucía). Durante los años siguientes, la compañía estableció una estrategia de crecimiento que le llevó a expandirse a Portugal, mediante la compra de diferentes empresas referentes en el sector.

### Salida a Bolsa
En 2006, GAM sale a bolsa bajo el símbolo GAMQ y se convierte en la única empresa del sector cotizada en España. En el diseño de la operación participaron sociedades de capital-riesgo, sobre todo Dinamia. El precio de salida de su acción fue de 8,25 euros.

### Expansión internacional y aumento de servicios
La expansión internacional hacia nuevos continentes y la especialización en alquiler según el mercado al que va dirigido, se convirtieron en la estrategia de la compañía durante los siguientes años. 
Desde 2004, fecha en la que se abre su primera delegación en Portugal, la compañía se expande hasta 14 países del globo. En 2007 se instala en Rumanía, Bulgaria y Polonia. A su vez, la compañía se enfoca en la especialización del alquiler según el negocio al que va dirigido: industria, energético, vías y puertos o espacios verdes. 
Ese mismo año, se compra la compañía Prosec y nace la marca GAM Eventos, especializada en maquinaria y equipos audiovisuales para eventos.
Durante los años siguientes, desde 2008 hasta 2010, se intensifica el proyecto internacional y se abren delegaciones en México, Panamá, Perú, Brasil, Chile, Colombia, Marruecos y Arabia Saudí.
Ya en 2011, se consolida el modelo internacional de la compañía con más de 100 delegaciones en 13 países y entra a formar parte de los Top 15 Global Players según IRN.
Además, durante los siguientes años se amplía la oferta de servicios relacionados con la maquinaria, complementando el alquiler con el mantenimiento, la venta de repuestos, transporte, formación, etc.
En 2014, GAM inicia su actividad en República Dominicana, llegando a estar presente en 14 países.

### La Primera Fiesta de la Maquinaria
En 2016 organizó la Fiesta de la Maquinaria en Siero, Asturias. Una feria dedicada a la maquinaria con más de 80 expositores, 20 000 visitantes y marcas de referencia en el mercado español e internacional. La feria, celebrada los días 6, 7 y 8 de octubre de 2016 albergó distintas áreas para todos los sectores de la maquinaria y vehículos clásicos.
Dicho evento, celebrado en las oficinas de Siero - con unas dimensiones de 45 000 metros cuadrados - contó con la presencia de más de 80 expositores procedentes de diez países: España, Alemania, Bélgica, Canadá, Francia, Países Bajos, Italia, Portugal, Reino Unido y Estados Unidos. Además, durante la feria, el subastero internacional Ritchie Bros, celebró una subasta de maquinaria y una de vehículos clásicos. La feria contó con diferentes espacios para su desarrollo: zona de exposición interior y exterior, el garaje de clásicos (exposición de vehículos clásicos), zona de subastas, zona de ocio (con food trucks, conciertos y actuaciones), bar y El Plató Industrial (showroom dedicada a presentaciones de producto, mesas redondas y ponencias).

### Proceso de digitalización: nacimiento de GAM Online y del negocio de robótica de drones y AGV's

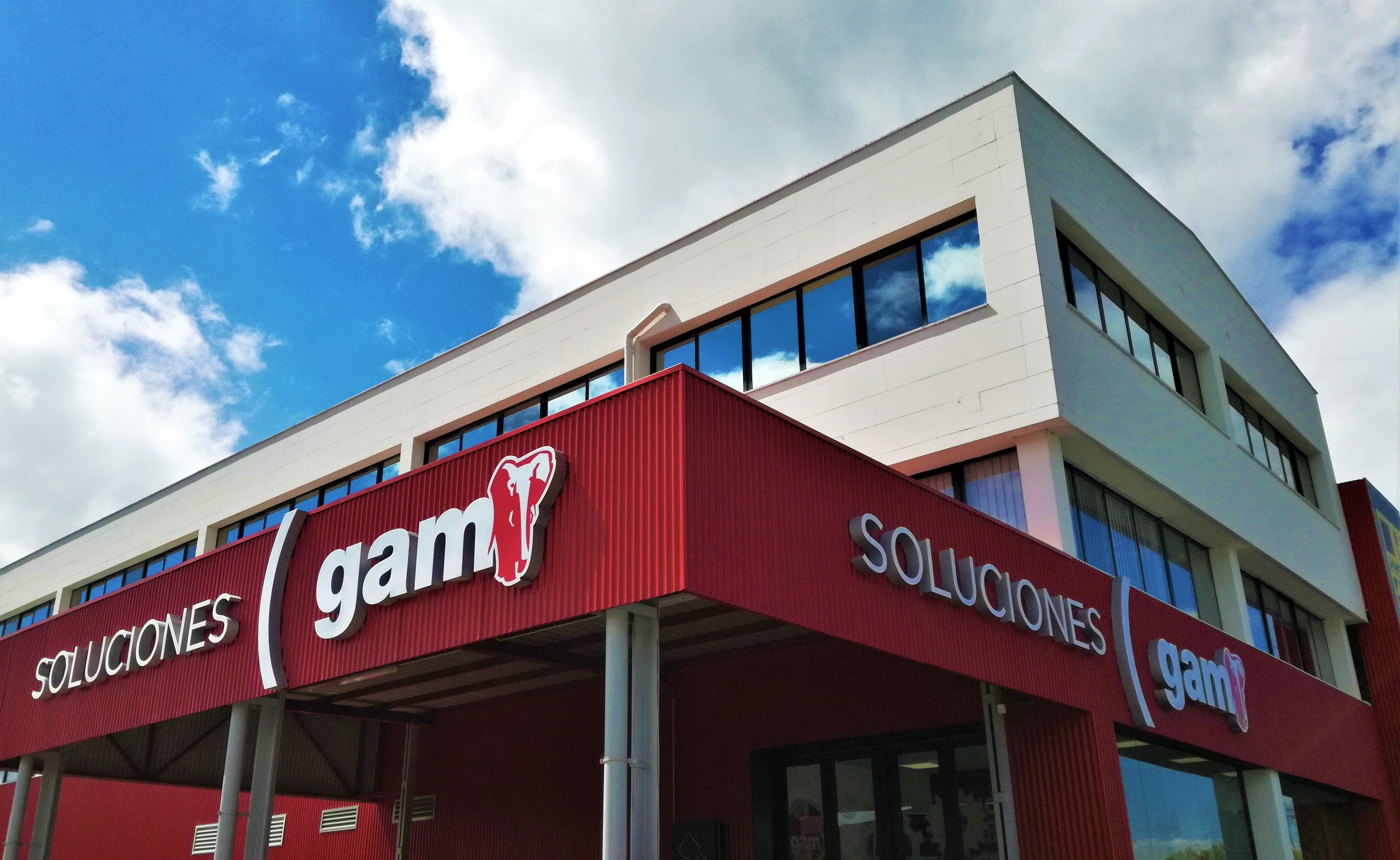
Oficinas de GAM en Siero, Asturias.

Ese mismo año, la compañía sufre un proceso de transformación digital en el que se implementa el paquete de software de gestión integrada SAP Hybris. 
En marzo de 2017, nace GAM Online, la plataforma de e-commerce de la alquiladora, en la que dan el salto al mundo digital. En ella, se venden máquinas de segunda mano y repuestos en línea, además de ofrecer opción de compra para los clientes que quieran vender sus máquinas. En mayo de ese mismo año, GAM Online va un paso más allá y organiza su primera subasta en línea de maquinaria usada y vehículos clásicos. 
Meses después, en el mes de mayo, la compañía compra la empresa asturiana Vuelox, creando una nueva línea de negocio bajo la marca aerón by GAM, especializada en ingeniería y servicios drone. 
En 2020 tomando conciencia de la digitalización como vector clave hacia el futuro, GAM crea GAM Digital: un plan compuesto por 85 medidas agrupadas en 46 proyectos a desarrollar hasta 2023, con el objetivo de optimizar la eficiencia en todas áreas de la compañía, convirtiéndose en una compañía data driven.

### Empresa de servicios, distribuidor exclusivo de marcas de referencia
En 2018 GAM firma un acuerdo estratégico con una de las marcas de referencia en el sector de maquinaria industrial Hyster, para distribuir en exclusiva en España sus productos a través de una nueva marca para el grupo: Genera Industrial. De este modo, la compañía se convierte en distribuidor exclusivo de dos marcas líderes en sus respectivos sectores: Hyster en España y Magni, empresa italiana de manipuladores y plataformas de tijera, en España y Portugal.
Es ese mismo año, la marca principal de la compañía pasa a denominarse GAM Soluciones, ofreciendo soluciones integrales en todo lo relacionado con la maquinaria. Así, se definen sus diez líneas de negocio como alquiler, formación, compraventa, robótica de AGV y drones, mantenimiento, espacios modulares o última milla, entre otros.  

## Marcas del grupo
Actualmente, el grupo GAM está compuesto por 4 marcas comerciales:
- GAM: Marca principal de la compañía dedicada al alquiler de maquinaria y servicios para la industria.
- GAM Audiovisuales: Dedicada al alquiler de maquinaria para eventos, montaje, realización técnica y producción total.
- Genera Industrial: Nueva distribuidora del grupo GAM, distribuidor oficial de Hyster.
- Kirleo: Escuela de oficios y formación en línea.

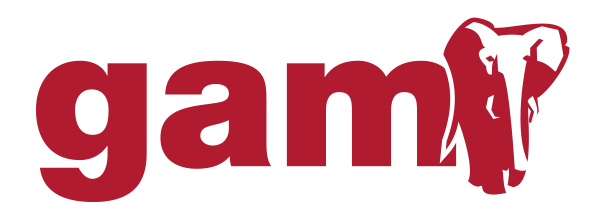
Logo del grupo GAM
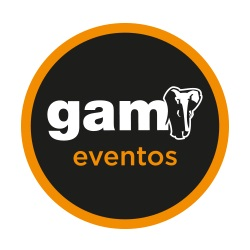
Logo de la marca GAM Eventos
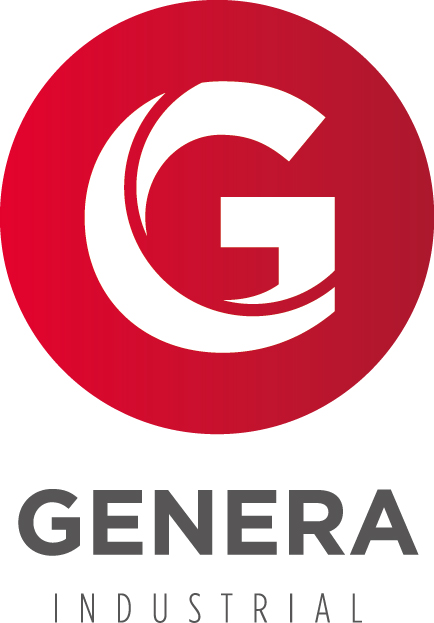
Logo de la marca Genera Industrial
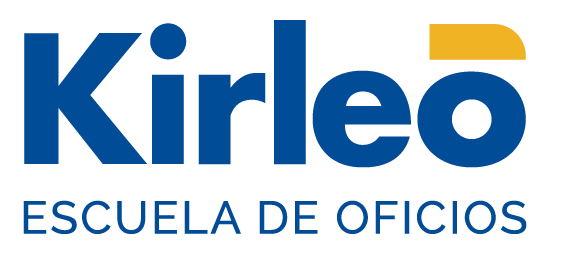
Logotipo Color Kirleo
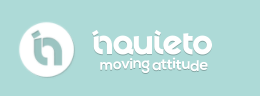
Logotipo Inquieto

## Sostenibilidad y centro de refabricación
Con la idea clara de establecer la sostenibilidad como pilar clave del negocio, GAM desarrolla en 2020 un plan completo que engloba todas las iniciativas de la compañía en esta área en cuatro bloques fundamentales: Economía Circular, Energía y Movilidad Sostenible, Innovación Social y Transformando el Negocio. 
Dentro del ámbito de Economía Circular, en julio de 2021 lanza el Centro de Refabricación, una iniciativa que favorece la Economía Circular buscando un uso responsable de los recursos materiales para minimizar la generación de residuos y alargar la vida útil de máquinas y piezas, reduciendo impacto ambiental en emisiones. 

## Productos y servicios
GAM es una compañía multinacional dedicada a la gestión integral de la maquinaria. Actualmente, se compone de 10 líneas de negocio:
- Alquiler: Actividad principal de la compañía. Con un parque de 22.000 máquinas y más de 70 delegaciones en todo el mundo, ofrece maquinaria de elevación, manipulación, equipos de energía, maquinaria industrial, grúas y camiones grúa.
- Energía: Proyectos llave en mano de energía eléctrica y control de temperatura. Cuentan con grupos electrógenos, cuadros eléctricos, depósitos de combustible, bancos de carga, torres de iluminación, etc.
- Industria: Gestión a largo plazo de equipos y parques completos de maquinaria.
- Estructuras: Construcciones modulares a medida con acabados personalizados.
- Eventos: Bajo la marca GAM Eventos, ofrecen soluciones integrales para el montaje y la producción de eventos. Alquiler de equipos, montaje, coordinación técnica, realización y producción total.
- Distribución: Importación en exclusiva para España de fabricantes de referencia como Hyster (mediante la marca Genera Industrial) o Magni, Valla, Oil&Steel, Bravi, Mobilev, Logitrans, Tennant y VLX
- Compra-venta: Maquinaria nueva y de ocasión, agrícola, camiones y vehículos clásicos. Gestión de equipos a nivel nacional e internacional mediante la plataforma de e-commerce Online GAM, en la que también se realizan subastas en línea.
- Drones: Ingeniería y servicios drone bajo la marca comercial Aerón by GAM.
- Formación: Formación homologada para operarios de todo tipo: cursos abiertos, programas a medida y formación "in Company".
- Mantenimiento: Programas personalizados de mantenimiento de todo tipo de máquinas propiedad del cliente.
- Última milla: A través de Inquieto, compañía 100% GAM creada en septiembre de 2020, se ofrece un servicio pionero en transporte de reparto sostenible a través de vehículos cero emisiones en la denominada última milla o distribución en el último trayecto.

## Presencia internacional
GAM cuenta actualmente con más de 70 delegaciones alrededor del mundo. Desde su expansión internacional hasta hoy, ha estado presente en un total de 14 países.
Actualmente, la compañía se encuentra en los siguientes:
| País                 | N.º Delegaciones | Localización |
| -------------------- | ---------------- | --- |
| España               | 48               | Galicia, Asturias, Cantabria, País Vasco, Aragón, Cataluña, Castilla y León, Comunidad de Madrid, Castilla-La Mancha, Comunidad Valenciana, Andalucía, Extremadura, Murcia, Islas Baleares e Islas Canarias. |
| Portugal             | 4                | Algarve, Vila Nova de Gaia, Montijo y Pombal. |
| México               | 4                | Querétaro, León, Puebla y México D.F. |
| Panamá               | 1                | Panamá City. |
| Chile                | 4                | Antofagasta, Concepción, Puerto Montt y Santiago de Chile. |
| Colombia             | 2                | Cartagena y Bogotá. |
| Marruecos            | 3                | Uarzazat, Tánger y Casablanca. |
| Arabia Saudita       | 2                | Al Khobar y Jeddah. |
| Perú                 | 3                | Piura, Lima y Arequipa. |
| República Dominicana | 1                | Santiago de los Caballeros. |

## Fechas clave en la historia de GAM
- 2003: Constitución de la sociedad General de Alquiler de Maquinaria, S.A. en Asturias. Integración de tres grandes empresas: Alquioviedo, Aldaiturriaga y T.Cabrera.
- 2004-2005: Estrategia de crecimiento y adquisición de empresas referentes en distintas zonas de España y Portugal.[3]
- 2006: Salida a bolsa bajo el símbolo GAMALQ con 12,50 millones de títulos, un 43,86% de su capital social. En la actualidad sigue siendo la única empresa de su sector cotizada en bolsa.[4] Además, se especializa en alquiler según el negocio al que va dirigido: industrial, energético, vías y puertos, espacios verdes y eventos.
- 2007: Inicia su expansión internacional con aperturas en Rumanía, Bulgaria y Polonia.
- 2008-2010: Intensificación del proyecto internacional con delegaciones en México, Panamá, Perú, Brasil, Chile, Colombia, Marruecos y Arabia Saudí.[5][6]
- 2011: Se consolida el modelo internacional de la compañía, con más de 100 delegaciones en 13 países. La compañía entra a formar parte de los Top 15 Global Players.
- 2012: Ampliación de la oferta de servicios relacionados con la maquinaria: alquiler, compra-venta, mantenimiento, venta de repuestos, logística y transporte y formación.
- 2013:Inicio de actividad en República Dominicana. Apertura de las primeras tiendas de venta al público en España: Oviedo y Pedreguer, Alicante.[7] Integración de GAM con la compañía Crosland en Perú, permitiéndole asumir proyectos de mayor envergadura.[8] En el mes de noviembre la compañía cumple 10 años y comienza una nueva etapa incrementando la propuesta de valor de sus clientes.[9] Al mismo tiempo publica su primer libro “El peligro del éxito… y sobrevivirlo” escrito por Pepe Monteserín, con ilustraciones de Pablo Suárez y editado por Ediciones Nobel.[10]
- 2015: Foco en elevación, industrial y energía, y desarrollo de negocios complementarios: mantenimiento, formación y compra-venta.
- 2016: Transformación digital e implantación de SAP en toda la compañía. Expansión de GAM Eventos a nivel nacional y celebración de la primera fiesta de la maquinaria.
- 2017: Lanzamiento del portal de e-commerce Online GAM y primeras subastas de maquinaria. GAM se convierte en importador en exclusiva de MAGNI para España y Portugal. Nuevo servicio de ingeniería drone para proyectos industriales en España bajo la marca Aerón by GAM.
- 2018: Consolidación del modelo de negocio de alquiler especializado en elevación, energía e industrial, y servicios complementarios como mantenimiento, formación y compra-venta. Incremento de actividad en negocios especializados de drones, modulares, distribución de maquinaria y producción de eventos. Acuerdo estratégico con Hyster, por el que GAM se convierte en distribuidor oficial y exclusivo de la misma en territorio nacional.
- 2020: En septiembre nace Inquieto,[11] compañía 100% GAM referente en transporte de reparto sostenible a través de vehículos cero emisiones en última milla o distribución en el último trayecto previo a la entrega final. En 2021 se produce su consolidación con más de 1.500 vehículos, ofreciendo servicio.
- 2021: Operaciones corporativas relevantes con la compra en julio de Recamasa, y la división de movimiento de cargas de Ascendum, que ayudan a consolidar la posición de la compañía en el mercado ibérico. En septiembre nace Kirleo,[12] nueva escuela de oficios, que supone una evolución del área de negocio de GAM Formación para formar a los profesionales del futuro.